# Saint-Martin-l’Aiguillon
Saint-Martin-l’Aiguillon ist eine Gemeinde im französischen Département Orne in der Normandie. Sie gehört zum Arrondissement Alençon und zum Kanton Magny-le-Désert. Nachbargemeinden sind Rânes im Nordwesten, Vieux-Pont im Norden, Sainte-Marie-la-Robert im Nordosten, Sainte-Marguerite-de-Carrouges im Osten, Carrouges im Südosten, Joué-du-Bois im Südwesten und Le Champ-de-la-Pierre im Westen.

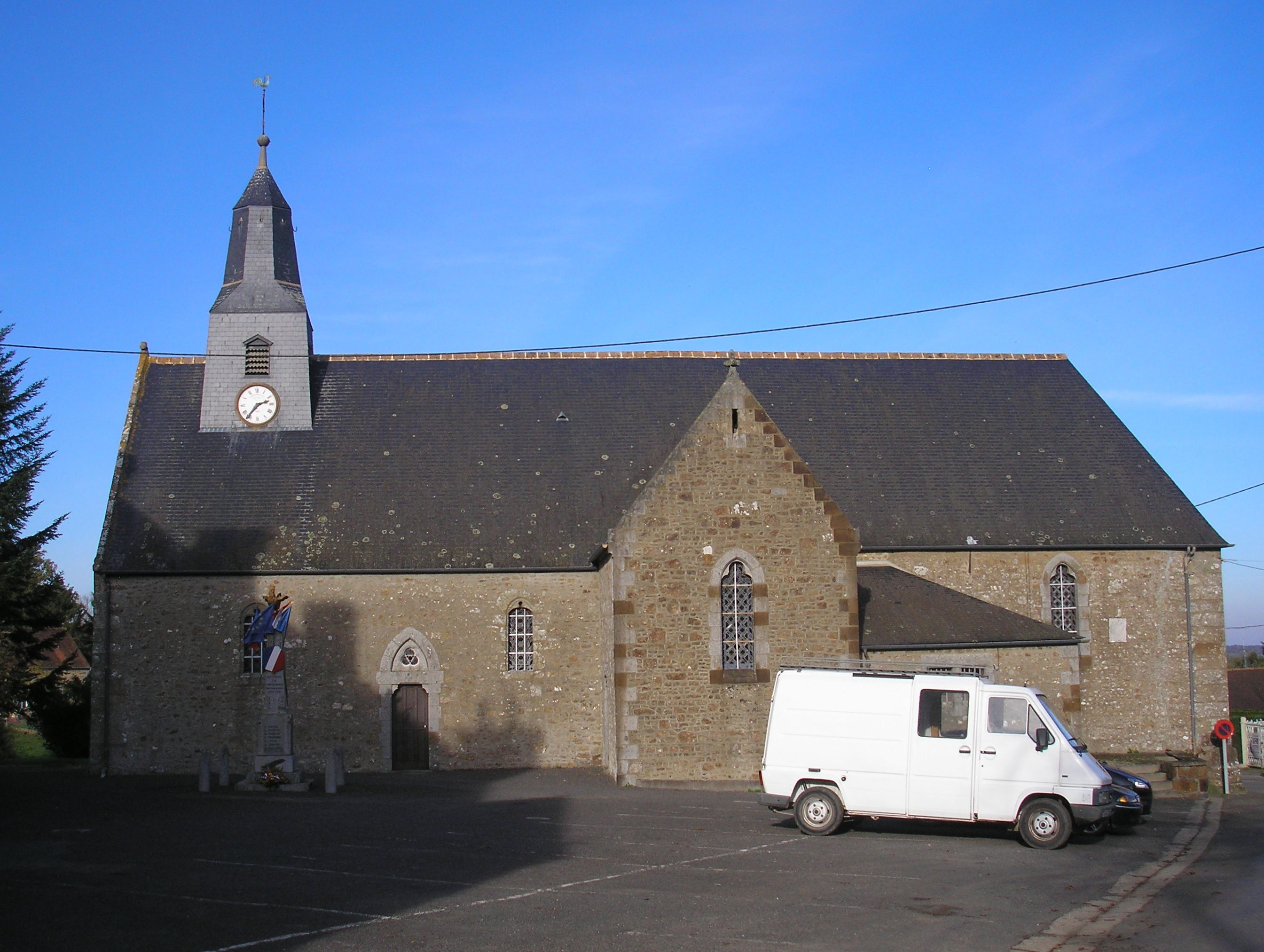
Kirche Saint-Martin

## Bevölkerungsentwicklung
| Jahr                      | 1962 | 1968 | 1975 | 1982 | 1990 | 1999 | 2008 | 2015 | 2021 |
| ------------------------- | ---- | ---- | ---- | ---- | ---- | ---- | ---- | ---- | ---- |
| Einwohner                 | 327  | 304  | 239  | 217  | 182  | 191  | 185  | 198  | 189  |
| Quelle: Cassini und INSEE |      |      |      |      |      |      |      |      |      |